# Santo Domingo Chihuitán
Santo Domingo Chihuitán là một đô thị thuộc bang Oaxaca, México. Năm 2005, dân số của đô thị này là 1383 người.